# La vera costanza (Haydn)
La vera costanza (deutscher Titel: Die wahre Beständigkeit; Hob. XXVIII:8) ist eine Oper (Originalbezeichnung: Dramma giocoso) in drei Akten von Joseph Haydn (Musik). Das Libretto verfasste Francesco Puttini ursprünglich für eine gleichnamige Oper von Pasquale Anfossi, die erstmals 1776 in Rom gezeigt wurde. Haydns Vertonung wurde am 25. April 1779 im Opernhaus von Schloss Esterháza uraufgeführt. Für eine Wiederaufnahme im April 1785 rekonstruierte Haydn die mutmaßlich bei einem Brand verlorengegangene Partitur. Deutsch- und französischsprachige Fassungen wurden später auch unter den Titeln Der flatterhafte Liebhaber oder Der Sieg der Beständigkeit, Laurette oder List und Liebe gespielt.

## Handlung

### Erster Akt
Meeresstrand bis zum Horizont; an den Seiten Bäume, dazwischen Bauernhäuser und Fischerhütten
Das Meer ist von einem Sturm aufgewühlt. Auf einem Schiff befinden sich die Baronin Irene, der Marquis Ernesto, der reiche Villotto und Irenes Zofe Lisetta. Der Schluss des Vorspiels wird von Meeresgetöse, Blitzen und Donnergrollen begleitet. Die genannten Personen steigen mit Hilfe von Matrosen in ein Boot um, das von den Wellen hin- und hergeschleudert wird. Als der Sturm etwas nachlässt, nähert sich das Boot dem Strand. Die Fischerin Rosina und ihr Bruder Masino kommen erschrocken aus einer Hütte und rufen weitere Fischer um Hilfe herbei (Introduktion: „Che burrasca“).
Die Baronin erkennt in Rosina das Mädchen, das sie als Herrscherin über diese Gegend Villotto zur Braut bestimmt hat. Die beiden sollen noch am selben Tag heiraten (Arie Baronessa: „Non s’innalza non stride sdegnosa“). Sie zieht sich mit Ernesto und Lisetta zurück, und Villotto macht Rosina Komplimente, die bei ihr auf wenig Freude stoßen. Masino verspottet ihn mit deftigen Worten (Arie Masino: „Io che una bestia sei“). Da erscheint Graf Errico, ein Neffe der Baronin, und befiehlt Villotto, auf Rosina zu verzichten. Er versteckt sich in der Nähe, um dessen weiteres Verhalten zu beobachten. Ernesto kehrt zurück und fordert Masino unter Todesdrohungen auf, dafür zu sorgen, dass Rosina Villottos Frau wird. Auch Ernesto versteckt sich. Als die Baronin mit Rosina und Lisetta zurückkehrt, um Villotto zur Entscheidung zu drängen, ist er vollkommen verwirrt. Einerseits würde er Rosina gerne heiraten, andererseits fürchtet er sich vor dem Grafen. Er versucht daher, Zeit zu schinden (Arie Villotto: „Non sparate… mi didisco“). Die Baronin weist ihn darauf hin, dass sie sich durch sein Verhalten gekränkt fühle, und droht Rosina mit dem Tod, sollte sie ihn nicht heiraten. Auch Graf Errico und der Marquis Ernesto wiederholen ihre Drohungen Villotto und Masino gegenüber. Nachdem die Edelleute abgezogen sind, versucht Lisetta, ihren eingeschüchterten Bruder damit zu trösten, dass sie selbst keinen Mann finden könne (Arie Lisetta: „Io son poverina“). Rosina nähert sich zaghaft dem Grafen. Die beiden liebten sich einst und haben sogar heimlich geheiratet, doch dann verlor der Graf das Interesse an ihr und verließ sie. Er weist sie zwar noch immer ab, fühlt sich aber von ihrer Treue gerührt. Dennoch gestattet er Villotto (der die Hoffnung eigentlich bereits aufgegeben hat), sie zu heiraten. Er müsse ihren Widerstand nur erst wie einen Kriegsgegner bezwingen (Accompagnato und Arie Errico: „Mira il campo all’intorno“ – „Al trionfar t’invita“).
Rosina offenbart Lisetta, dass sich Graf Errico vor fünf Jahren in sie verliebt und sie so lange verfolgt und bedrängt habe, bis sie in die Ehe einwilligte. Nur zwei Monate später habe er sie verlassen, und sie habe ihn bis heute nicht wiedergesehen. Stattdessen bekam sie einen Sohn, den sie bis jetzt verborgen halten musste (Arie Rosina: „Con un tenero sospiro“).
Villotto kehrt zurück und umwirbt Rosina erneut. Rosina weiß nicht, was sie davon halten soll (Finale: „Ah che devenni stupida“). Masino wird wütend. Die Baronin und Ernesto treffen ein. Rosina weigert sich, Villotto zu heiraten. Der droht mit Selbstmord. Masino fleht die Baronin und Ernesto vergeblich an, den Heiratsplan aufzugeben. Rosina zieht sich verwirrt zurück. Masino hindert Villotto daran, ihr zu folgen. Lisetta warnt Villotto und Masino vor dem Zorn des Grafen. Die beiden geraten in Panik und versuchen, sich zu verstecken. Als der wütende Errico schließlich eintrifft, fordert Rosina ihn auf, sie zu töten, um ihr Leid zu beenden. Seine alten Gefühle für sie sind jedoch inzwischen zurückgekehrt, und die beiden versöhnen sich. Die Baronin, Ernesto und Villotto überraschen das Paar, und die Baronin zeigt dem Grafen ein Porträt des Mädchens, das sie selbst für ihn ausgesucht hat. Das gefällt Errico so gut, dass Rosina glaubt, er wolle sie wieder fallen lassen.

### Zweiter Akt
Hof in Erricos Schloss Belmonte
Die Baronin erklärt Ernesto, dass sie ihn erst nach der Vermählung ihres Neffen Errico heiraten werde. Sonst bestehe die Gefahr, dass die heimtückische Rosina ihn verführen könnte. Masino und Villotto fragen sich, wer von ihnen närrischer ist (Duett Masino/Villotto: „Massima filosofica“). Ernesto erzählt Rosina von seiner Liebe zur Baronin und deren Bedingung. Er fleht sie um Hilfe an (Arie Ernesto: „Per pietà vezzosi rai“). Die Baronin, der Graf, Lisetta und Villotto, die den Schluss dieser Szene mitbekommen, verstehen sie prompt falsch. Alle wenden sich jetzt gegen Rosina (Couplet/Quintett: „Va pettegola insolente“). Diese ist verzweifelt (Accompagnato und Rosina: „Misera chi m’ajuta“ – „Dove fuggo, ove m’ascondo“).
Ein Raum
Der Graf und Villotto steigern sich so sehr in ihre Wut auf Rosina hinein, dass der Graf Villotto befiehlt, sie und ihren Bruder zu töten. Sonst sei er selbst des Todes. Villotto bittet um Zeit, sein Testament zu machen, und flieht (Arie Villotto: „Gia la morte in mante nero“). Als Lisetta Errico darauf hinweist, dass Rosina ihm immer treu geblieben sei, will er sofort zu ihr eilen. Er vergleicht seine wieder erwachten Gefühle mit denen des Orpheus für Eurydike (Accompagnato und Arie Errico: „Mi quale ascolto oh Dei“ – Errico: „Ma che miro? non e quello?“).
Landschaft mit Rosinas Bauernhaus und einem teilweise verfallenen Turm
Rosina will mit ihrem Sohn fliehen (Accompagnato und Arie Rosina: „Eccomi giunta al colmo“ – „Care spiagge, selve, addio“). Da ihr nichts anderes einfällt, sucht sie vorerst im Turm Zuflucht. Masino schläft auf der Suche nach seiner Schwester erschöpft ein. Villotto entdeckt ihn – die perfekte Gelegenheit, ihn zu töten (Finale: „Animo risoluto“). Lisetta tritt dazwischen und entreißt ihm das Schwert. Masino erwacht. Es kommt zu einem kurzen Wortgefecht, bis die beiden Männer abziehen. Die Baronin und Ernesto kommen hinzu, und Lisetta erzählt ihnen von dem Streit. Die beiden interessieren sich aber nur für Rosina und den Grafen. Villotto und Masino kommen zurück, noch immer streitend. Schließlich stellen alle fest, dass niemand weiß, wo Rosina ist, und sie machen sich auf die Suche nach ihr. Unterdessen trifft der Graf auf Rosinas weinendes Kind, das ihm klagt, dass seine Mutter in Ohnmacht gefallen sei. Sie ist ihrem Sohn aber gefolgt, erblickt Errico und wird nun tatsächlich für einen kurzen Moment ohnmächtig. Als sie ihn anschließend mitteilt, dass der Junge sein eigener Sohn sei, versöhnen sie sich wieder. Die anderen kehren zurück und erkennen die Lage. Alle beschimpfen sich gegenseitig.

### Dritter Akt
Ein Raum
Rosina und der Graf haben von der Baronin gefälschte Briefe erhalten, die sie gegeneinander aufbringen sollen. Im direkten Gespräch erkennen sie jedoch die Intrige und versöhnen sich endgültig (Duett Errico/Rosina: „Rosina vezzosina“). Als die Baronin mit Ernesto eintrifft, stehen die beiden zu ihrer Verbindung, stellen der Herrscherin ihren gemeinsamen Sohn vor, und Rosina bittet untertänig um Mitgefühl. Die Baronin gibt nach, lobt Rosinas „wahre Beständigkeit“ („vera costanza“) und erneuert ihr Versprechen, Ernesto zu heiraten. Alle preisen die Tugend, die letztlich zum Sieg der wahren Liebe führe (Chor: „Ben che gema un alma oppressa“).

## Gestaltung

### Orchester
Die Orchesterbesetzung der Oper umfasst die folgenden Instrumente:
- Holzbläser: Flöte, zwei Oboen, zwei Fagotte
- Blechbläser: zwei Hörner
- Pauken
- Streicher
- Basso continuo

Die aus Pasquale Anfossis Erstvertonung des Librettos übernommene Arie Nr. 14 benötigt zwei Flöten bzw. Piccoloflöten.

### Musiknummern
Die Oper enthält die folgenden Musiknummern:
- Sinfonia – für zwei Oboen, zwei Fagotte, zwei Hörner und Streicher

Erster Akt
- Nr. 1. Introduktion (Rosina, Masina, später Baronessa, Lisetta, Ernesto): „Che burrasca“ – ohne Tempobezeichnung; für zwei Oboen, zwei Fagotte, zwei Hörner und Streicher
- Nr. 2. Arie (Baronessa): „Non s’innalza non stride sdegnosa“ – Allegro; für zwei Oboen, zwei Hörner und Streicher
- Nr. 3. Arie (Masino): „Io che una bestia sei“ – Allegro; für zwei Oboen, zwei Fagotte, zwei Hörner und Streicher
- Nr. 4. Arie (Rosina): „Con un tenero sospiro“ – Andante; für zwei Oboen, zwei Fagotte, zwei Hörner und Streicher
- Nr. 5. Arie (Villotto): „Non sparate… mi didisco“ – Allegro; für zwei Oboen, zwei Fagotte, zwei Hörner und Streicher
- Nr. 6. Arie (Lisetta): „Io son poverina“ – Allegretto; für Flöte, zwei Oboen, zwei Hörner und Streicher
- Nr. 7.
  - a) Accompagnato (Errico): „Mira il campo all’intorno“ – für zwei Oboen, zwei Fagotte, zwei Hörner, Pauken und Streicher
  - b) Arie (Errico): „Al trionfar t’invita“ – Allegro
- Nr. 8. Finale (Rosina, Masetto, Villotto, später Baronessa, Ernesto, dann Lisetta und Errico): „Ah che devenni stupida“ – Allegro con brio; für Flöte, zwei Oboen, zwei Fagotte, zwei Hörner und Streicher

Zweiter Akt
- Nr. 9. Duett (Masino, Villotto): „Massima filosofica“ – Allegro; für zwei Oboen, zwei Fagotte, zwei Hörner und Streicher
- Nr. 10. Arie (Ernesto): „Per pietà vezzosi rai“ – Andante; für Flöte, zwei Oboen, zwei Hörner und Streicher
- Nr. 11. Couplet/Quintett (Rosina, Baronessa, danach Errico, Lisetta, Villetto): „Va pettegola insolente“ – Presto; für Streicher
- Nr. 12.
  - a) Accompagnato (Rosina): „Misera chi m’ajuta“ – für Flöte, zwei Oboen, Fagott (solistisch mit der Flöte), zwei Hörner und Streicher
  - b) Arie (Rosina): „Dove fuggo, ove m’ascondo“ – Presto
- Nr. 13. Arie (Villotto): „Gia la morte in mante nero“ – Adagio; für zwei Oboen, zwei Fagotte, zwei Hörner und Streicher
- Nr. 14. [Musik von Pasquale Anfossi]
  - a) Accompagnato (Errico): „Mi quale ascolto oh Dei“ – für zwei Flöten, zwei Hörner und Streicher
  - b) Rezitative (Errico) im Wechsel mit Instrumentalmusik – Andantino
  - c) Arie (Errico): „Ma che miro? non e quello?“ – Allegretto
- Nr. 15.
  - a) Accompagnato (Rosina): „Eccomi giunta al colmo“ – Moderato; für Streicher
  - b) Arie (Rosina): „Care spiagge, selve, addio“ – Largo; anschließend Rezitativ
- Nr. 16. Finale (Villotto, Lisetta, Masino, später alle anderen): „Animo risoluto“ – ohne Tempobezeichnung; für Flöte, zwei Oboen, zwei Fagotte, zwei Hörner und Streicher

Dritter Akt
- Nr. 17. Duett (Errico, Rosina): „Rosina vezzosina“ – Poco adagio; für zwei Oboen, zwei Fagotte, zwei Hörner und Streicher
- Nr. 18. Chor: „Ben che gema un alma oppressa“ – ohne Tempobezeichnung; für zwei Oboen, zwei Hörner und Streicher
  - A) „Que l’amour lui cause d’alarme“ – Larghetto; später Allegro

### Libretto und Musik
Der Aufbau der Handlung ist wenig logisch. Der Seesturm zu Beginn hat keinerlei Auswirkungen auf die weitere Entwicklung. Der extrem wechselhafte Charakter des Grafen Errico ist unglaubwürdig und die letzte Intrige der Baronin Irene mit den gefälschten Briefen kaum nachvollziehbar. Einzelne Szenen dagegen sind gut gelungen. Die Szene, in der Errico auf sein weinendes Kind trifft, ist von großer Wirkungskraft. Die Handlung besteht aus einer Mischung aus komischen und ernsten Elementen. Marc Vignal bezeichnete sie daher als Opera semiseria, zumal beide Sphären eng miteinander verbunden sind und es sich im Wesentlichen um eine ernste Oper handelt. Handlungstragend sind vorwiegend die vier ernsten Rollen mit dem Liebespaar Rosina/Errico und den Strippenziehern Irene/Ernesto. Diese sind auch musikalisch als ernste Partien gestaltet. Lediglich Ernestos Musik wirkt stellenweise wie eine Karikatur. Am glaubhaftesten ist die Figur der Rosina gestaltet, die die ganze Oper zusammenhält und auch als einzige sympathisch wirkt. Sie ist als sentimentale Heldin vergleichbar mit den Titelfiguren von Niccolò Piccinnis La Cecchina (1760) oder Giovanni Paisiellos Nina (1789). Wie die Titelheldin in Samuel Richardsons Roman Pamela muss sie ihre Geduld und Tugend trotz aller Demütigungen immer wieder beweisen, nachdem sie von ihrem adligen Ehemann verlassen wurde. Die drei Buffo-Rollen Villotto, Masino und Lisetta sind eher nachrangig zu sehen. Eine gewisse Sozialkritik kann im Verhalten der Fischerin Rosina gesehen werden, die keine Furcht hat, dem adligen Errico ins Gewissen zu reden und von ihm fordert, seinen Rang durch würdige Taten zu beweisen. Dass die Baronin am Schluss die Verbindung des ungleichen Paares akzeptiert, ist zukunftsweisend.
In La vera costanza experimentierte Haydn mit neuen musikalischen Formen wie der zweiteiligen dramatischen Arie oder der Kombination eines einleitenden Accompagnato-Rezitativs vor der eigentlichen Arie. Rosinas „Care spiagge“ endet sogar in einem solchen Rezitativ. Zwar nutzte Haydn auch zuvor schon gelegentlich (beispielsweise in L’incontro improvviso von 1775) diese Technik, doch nimmt sie hier einen deutlich größeren Stellenwert ein. In Erricos Szene im ersten Akt (Nr. 7) leitet ein Accompagnato auf seine kriegerische Arie hin, die wiederum von einem stark kontrastierenden langsamen Mittelteil unterbrochen wird, bis sein Rivale einen heftigen Wutausbruch provoziert. Es folgt ein weiteres Accompagnato-Rezitativ, das zum wiederum völlig anders gestalteten schnellen dritten Teil der Arie führt. Dieser ständige Wechsel kennzeichnet perfekt die schwankende Gefühlslage des Grafen. Rosinas Abfolge rhetorischer Fragen im Accompagnato Nr. 12a („Misera chi m’ajuta“) werden jeweils mit derselben Orchesterphrase begleitet, aber melodisch und harmonisch variiert. Ihr Szene Nr. 15, die ihre Niedergeschlagenheit und Resignation beschreibt, wird ausschließlich von Streichern begleitet. Die einzelnen Abschnitte (Accompagnato – Arie – Accompagnato) gehen ohne Pause ineinander über. Dieses Verfahren erinnert an die musikalischen Formen Claudio Monteverdis, weist aber auch auf die Opern des 19. Jahrhunderts voraus. Möglicherweise wurde Haydn durch Christoph Willibald Gluck inspiriert, der in seinen Reformopern ebenfalls mit Hilfe dramatischer Rezitative Kontinuität erreichte.
Auch die Buffo-Sätze zeichnen sich durch neue Ideen aus. Bei den Finalsätzen der ersten beiden Akte handelt es sich um voll ausgebildete Kettenfinale, wenn auch noch ohne die konsequente dramatisch-musikalische Steigerung wie in den Da-Ponte-Opern von Wolfgang Amadeus Mozart. Sie nehmen ungefähr ein Viertel bzw. ein Drittel ihres jeweiligen Aktes ein. Das Finale des dritten Aktes ist nur ein kurzer Schlusschor.

## Werkgeschichte

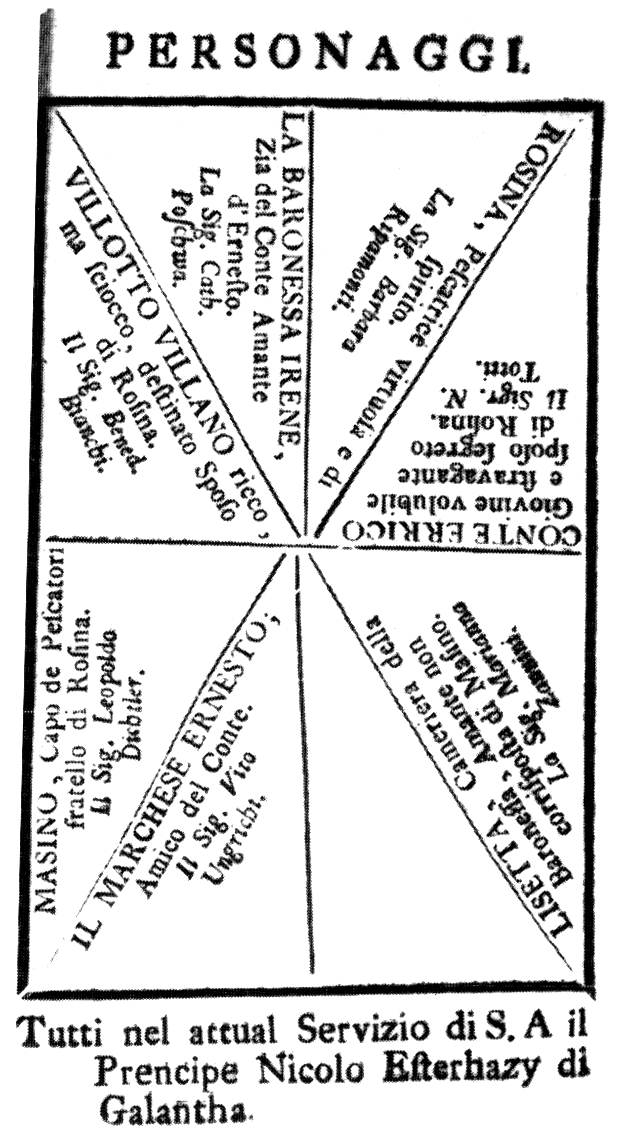
Besetzungsliste im Libretto, Wien 1779

Die Entstehungsgeschichte dieser Oper ist nicht vollständig geklärt. Frühe Haydn-Biografen gaben an, dass er sie bereits in den Jahren 1778/1779 im Auftrag des Kaiserhofs für Wien schrieb. Dokumentarisch belegt ist dies jedoch nicht. Carl Ferdinand Pohl zufolge soll Haydn den Auftrag zu einer italienischen Oper auf das Libretto La vera costanza schon 1777 erhalten haben. Die Erstvertonung dieses Textes stammt von Pasquale Anfossi. Dessen Oper wurde 1776 im Teatro delle Dame in Rom uraufgeführt, war in den ersten fünf Jahren sehr erfolgreich und hielt sich bis in die frühen 1790er Jahre im Repertoire. Nach den Angaben bei Albert Christoph Dies müsste Haydns Komposition nach derjenigen seiner Oper Il mondo della luna entstanden sein. Beide Biografen erwähnen, dass Haydn die Oper zurückzog, da man seine Besetzungswünsche nicht erfüllen konnte. Stattdessen wurde in Wien Anfossis gleichnamige Oper gespielt. Georg August von Griesinger schrieb, dass die Besetzungsprobleme bewusst durch eine Intrige hervorgerufen wurden. Da Haydn nicht persönlich in Wien anwesend war, konnte er ihr nicht entgegentreten.:260 Anthony van Hoboken hielt es für unwahrscheinlich, dass Haydn mit der Aufführung drei Jahre gewartet haben soll, obwohl er bereits seit 1766 das Opernensemble von Esterháza leitete. Eine Abschrift von Rosinas Szene „Misera chi m’ajuta“ (Nr. 12) trägt die Widmung „Scritta per la Ripamonti l’anno 1779 a Esterház“. Da diese Sängerin frühestens im April 1778 ins Ensemble trag, kann Haydn die Stelle nicht vor diesem Zeitpunkt komponiert haben. Außerdem ist vom 8. November 1778 eine Notiz Haydns erhalten, der zufolge er neues Papier brauchte, weil die Oper so weit gediehen sei. Auch dies deutet auf eine Komposition im Jahr 1778 hin. Neueren Forschungen zufolge ist es allerdings denkbar, dass Haydn tatsächlich einen Auftrag von Joseph II. erhielt, die Oper jedoch nur halb fertigstellte, weil sich das Interesse des Kaisers dem nationalen Singspiel zuwandte. Haydn habe sie dann für die Aufführungen in Esterháza vervollständigt.
Haydn vertonte eine deutlich gekürzte Fassung des Librettos, deren Striche denjenigen der venezianischen Fassung vom November 1776 entsprechen. Auch einige andere Stellen wurden geändert. Als Bearbeiter gilt Pietro Travaglia, der Bühnenbildner auf Esterháza. Die Uraufführung fand am 25. April 1779 im Opernhaus von Schloss Esterháza statt. Die Sänger waren Andrea Totti (Errico), Barbara Ripamonti (Rosina), Katharina Poschwa (La baronessa Irene), Vitus Ungricht (Ernesto), Benedetto Bianchi (Villotto), Anna Zannini (Lisetta) und Leopold Dichtler (Masino). Totti hatte bereits 1776 in Venedig dieselbe Rolle in Anfossis Vertonung gesungen. Die Partie der Rosina war offenbar so speziell auf Ripamonti zugeschnitten, dass das Werk während ihrer zeitweiligen Abwesenheit vom Ensemble nicht gespielt und erst 1785 nach ihrer Rückkehr wieder aufgenommen wurde. Die Partie der Lisetta übernahm später (vielleicht schon 1779) Haydns Geliebte Luigia Polzelli. Die Bühnenbilder stammten von Pietro Travaglia. In diesem Jahr gab es insgesamt 16 Aufführungen.
Die Partitur ging offenbar beim Brand des Opernhauses im November 1779 verloren. Lediglich die 1782/83 bei Artaria im Druck erschienene Konzertfassung der Ouvertüre und einige in Abschriften verbreitete Musiknummern (Nr. 2, 12 und 15):528 blieben erhalten. Haydn rekonstruierte das Werk daher für die weiteren Aufführungen ab 1785. Aus den erhaltenen Skizzen für die Erstfassung lässt sich erkennen, dass er wenigstens sechs Rezitative neu komponierte. Bei vier Arien und Ensembles (Nr. 1, 4, 6 und 8) orientierte er sich dagegen an der Erstfassung. Die Szene des Grafen im zweiten Akt (Nr. 14) übernahm er aus Anfossis Vertonung. Erhaltene Skizzen lassen jedoch vermuten, dass sie in der Erstfassung noch Musik von Haydn besaß. H. C. Robbins Landon spekulierte, dass Haydn Zugriff auf eine reduzierte Kopie der Partitur hatte, die sein Schüler Ignaz Pleyel vor dem Brand heimlich angefertigt haben könnte. Diese These werde dadurch gestützt, dass Haydn in der Neufassung zwei verschiedene Tinten verwendete. Als erstes notierte er die Vokalstimmen und anschließend mit anderer Tinte die Orchesterstimmen.:528 Die Zweitfassung wurde erstmals im April 1785 in Esterháza gespielt. In diesem und dem folgenden Jahr gab es 21 Vorstellungen.
Aufführungen einer deutschen Fassung von Franz Xaver Girzik mit dem Titel Der flatterhafte Liebhaber oder Der Sieg der Beständigkeit (oder Die wahre Beständigkeit) gab es 1786/1787 in Pressburg,:528 1789 in Pest, 1790 im Theater an der Landstraße in Wien und 1792 in Brünn. 1791 wurde im Théâtre de Monsieur in Paris eine französische Fassung von Paul Ulric Dubuisson unter dem Titel Laurette gezeigt. Sie enthielt Rezitative anstelle von Dialogen. Neben verschiedenen weiteren Änderungen wurden hier auch neue Rollennamen vergeben. Als Ouvertüre wurde diejenige von Haydns Armida gespielt. Auch der zweite Satz der 63. Sinfonie kam mit unterlegtem Text und weiteren Änderungen zum Einsatz. Die Finalsätze der beiden ersten Akte wurden gekürzt und die Reihenfolge einiger Musiknummern geändert. Es gab in Paris lediglich fünf Aufführungen. Eine deutsche Übersetzung dieser Fassung wurde 1796 in Köln gespielt. Auch eine Aufführung in Moskau in russischer Sprache im Jahr 1802 ist denkbar, da dort in diesem Jahr eine Oper dieses Titels aufgeführt wurde. Um 1802 (vielleicht auch bereits 1799) war in Wien eine Aufführung unter der Leitung von Antonio Salieri geplant. Sie scheiterte jedoch, weil Haydn Salieris Wunsch, die Partie der Rosina mit der Sängerin Irene Tomeoni zu besetzen, ablehnte. Seiner Meinung nach konnte diese Rolle nur von einem unschuldigen Mädchen gespielt werden.
Das teilweise autografe Manuskript von 1785 wurde 1879 in Paris bei einer Auktion entdeckt und in die Bibliothek des Pariser Konservatoriums verbracht. Haydn schickte es wohl Ende 1790 für die Produktion der Laurette nach Paris. Eine kritische Ausgabe von H. C. Robbins Landon erschien 1975 bei der Universal Edition, eine weitere von Horst Walter 1976 im Rahmen der Haydn-Gesamtausgabe (XXV/8). Die deutsche Fassung von Schwalbe/Zimmer wurde 1959 im Henschelverlag herausgegeben.:527
Eine erste Wiederentdeckung in neuerer Zeit gab es 1959 im Deutschlandsender in Form einer deutschen Fassung von Walter Zimmer und Gerhard Schwalbe mit dem Titel List und Liebe. Auch hier wurden die Rezitative durch Dialoge ersetzt. Kurt Masur leitete das Kammerorchester der Staatskapelle Schwerin. Es sangen Martin Ritzmann (Errico), Eva-Regina Schulze (Rosina), Hanne-Lore Kuhse (La baronessa Irene), Hans Ziehnert (Ernesto), Reiner Süß (Villotto), Hannelore Diehn (Lisetta) und Dietrich Musch (Masino).:527
Weitere Produktionen waren:
- 1978: Zürcher Opernstudio.[1]
- 1980: Lyon.[1]
- 1980: Venetian Theater in Katonah, New York – Produktion des Caramoor Festivals; englische Fassung von Robert Hess. Dirigent: Michael Feldman, Inszenierung: James Leonard Joy; mit Kathryn Bouleyn (Rosina).[15]
- 1982: Schlosstheater Schönbrunn, St. Pölten und Baden – Ensemble der Capella Academica, Dirigent: Eduard Melkus.[1][10]
- 1982: Assisi.[1]
- 1986: Royal College of Music, London.[12]
- 1989: Ludwigshafen.[16]
- ???: Kairo – mit Albert Dohmen.[17]
- 2001: Pfalztheater Kaiserslautern – Dirigent: Michael Hofstetter, Inszenierung: Axel Kresin.[18]
- 2002: Haydn Festspiele Eisenstadt.[6]
- 2004: The Deanery garden, Bampton – Produktion der Bampton Classical Opera; englische Fassung von Murray Hipkin; Dirigent: Murray Hipkin; Regie: Alexander Clifton.[19]
- 2009/2010: Madrid, Reggio nell’Emilia, Lüttich, Rouen, Saint-Étienne und Treviso – internationale Produktion;[20] Inszenierung: Elio De Capitani.[21]
- 2012: Sir Jack Lyons Theatre, London – Produktion der Royal Academy Opera, Dirigent: Trevor Pinnock, Regie: Jamie Hayes.[22]
- 2013: Brühler Schlosskonzerte – Capella Augustina, Dirigent: Andreas Spering.[23]
- 2020: New College Oxford, Ante-Chapel – Produktion der New Chamber Opera; Dirigent: Joseph Beesley; Regie: Michael Burden.[24]

## Aufnahmen
- Mai 1976 – Antal Doráti (Dirigent), Orchestre de Chambre de Lausanne.
 Claes-Håkan Ahnsjö (Errico), Jessye Norman (Rosina), Kari Lövaas (La baronessa Irene), Anthony Rolfe Johnson (Ernesto), Wladimiro Ganzarolli (Villotto), Helen Donath (Lisetta), Domenico Trimarchi (Masino).
 Philips CD: 432 424 2, Philips LP: 6703 077.
 Studioaufnahme.[25]
- 27. und 29. September 1990 – Frank van Koten (Dirigent), Catharijne Consort.
 Albert Bonnema (Errico), Ingrid Kapelle (Rosina), Ellen van Haaeen (La baronessa Irene), Rein Kolpa (Ernesto), Julian Hartman (Villotto), Maja Roodveldt (Lisetta), Frank Fritschy (Masino).
 Produktion der Zomeropera; Aufnahme für Katholieke Radio Omroep aus der Raphaelpleinkerk in Amsterdam.
 Paladino CD 013, DCX4353.[26]
- 31. August 2013 – Andreas Spering (Dirigent), Capella Augustina.
 Krystian Adam (Errico), Raffaella Milanesi (Rosina), Ana Maria Labin (La baronessa Irene), Colin Balzer (Ernesto), Johannes Weisser (Villotto), Hannah Morrison (Lisetta), Jan Kobow (Masino).
 Live aus dem Schloss Augustusburg in Brühl.
 Übertragung im Radio Deutschlandfunk Kultur.[23]

## Digitalisate
- Autografe Skizzen, 1778–1779. Digitalisat bei Gallica
- Partiturmanuskript, um 1795. Digitalisat der Herzogin-Anna-Amalia-Bibliothek Weimar
- Partiturmanuskript, Deutsche Fassung von Franz Xaver Girzik. Digitalisat der Österreichischen Nationalbibliothek